# 上加拿大
上加拿大是一個在1791年至1841年間以五大湖北岸為管轄區域的英國殖民地，是安大略省的前身。与下加拿大相比「上加拿大」地理位置在聖勞倫斯河上游，故以此命名，情況跟上埃及和下埃及一般。
上加拿大的領土包括現今加拿大安大略省南部和以前新法蘭西在北部被稱為「上游地方」的所有領土；總括而言就是蘇必略湖、休倫湖和渥太華河流域，而並不包括哈德遜灣流域的土地。
英國籍著《巴黎和約》的簽訂從法國手上接收這片土地的控制權，自1774年到1791年間這個地方被劃為魁北克省的管轄範圍之內。英國在美國獨立戰爭戰敗後，大量原居北美十三州的英裔保皇黨難民北逃至加拿大並被魁北克省收容。戰後北逃的英裔保皇黨難民與新法蘭西年間定居的法裔殖民者無論是在語言、文化、宗教、社會結構、經濟體系等方面上都有衝突，而原有的憲法《魁北克法》（Quebec Act）漸漸變得難以執行，故此英國政府在1790年通過《1791年憲法法案》（Constitutional Act of 1791），將魁北克省一分為二：上加拿大劃予英裔保皇黨難民定居，通用英語、普通法及英式制度；下加拿大保留予法裔原殖民者定居，通行法語、大陸法及法式制度。
殖民地由省督、立法會和下議院組成政府管理。閃高（John Graves Simcoe）是首任省督。在1796年2月1日，殖民地首府由紐瓦克鎮（現今的濱湖尼亞加拉鎮）遷往約克（現今的多倫多），遠離美國的威脅。
上加拿大最初以區為單位，由地方政府所管理。在1788年，在上加拿大首次劃分成四個區；而隨著人口陸續增加，這些區也陸續被細分，當上加拿大在1849年改為以郡為地方單位時，上加拿大一共有20個區。到1841年為止，每個區的官員都由省督委任，儘管通常地方上對這些官員的人選有相當的影響力。而這些區每年都會召開四次季審法院，以審理法庭訴訟與監管區內的施政。

## 1812年戰爭（1812年－1815年）
在1812年戰爭期間，上加拿大由於它防守的薄弱和人口大部分皆為美國移民的緣故，成為了美國的主要目標。然而，美國國內對開戰所引起的紛歧、無能的美軍將領、無戰意的美國民兵、再加上英軍在司令艾薩克·布洛克爵士果斷與迅速的指揮下，在戰爭期間成功保持英國對上加拿大的控制權。
其後英美雙方在上加拿大與美國接壤的地方也打過多場大大小小的戰鬥，包括在西北領地（當中大多在現密歇根州）和紐約上州。而雙方的水軍也在兩地接壤的五大湖水域中進行海戰，其中一次登陸作戰中更令約克（現多倫多）被付之一炬。
最後雙方於1815年簽訂《根特條約》，回復雙方戰前的狀態。

## 異見者與1837年起義
自1800年後起，上加拿大政壇出現了一個不滿政府施政的派系，先後由羅伯特·崔普（Robert Thorpe）、約瑟夫·威爾考克（Joseph Willcocks）、羅伯特·哥利（Robert Gourlay）和威廉姆·萊恩·麥肯西（William Lyon Mackenzie）所領導。他們質疑殖民地和帝國保守派官員對殖民地施政的方針與手法：反對徵收新稅、新的土地政策；反對聖公會和家族盟約（Family Compact）所擁有的特權；並要求政府撥款和給予新聞自由。他們主張所有公民都能行使投票權，而非由少數人獨佔。然而，他們並沒有組織政黨──當時上加拿大並沒有政黨。1831年，麥肯西被逐出下議院，此舉更加劇了雙方的矛盾。1837年，麥肯西等人組織的一次武裝起义很快以失敗告終，在这次起义中建立了加拿大共和国。而政府官員則為此對美國的影響表示譴責：“很不幸的是在這個國家裏美國公民的定居受到了過多的允許和鼓勵，因此在這個社會的懷抱中存在了一些狡詐的敵人……在該省的很多地方有美國老師……這些人對關於英國的一切全然無知，也盡不到任何本省和英國的關係賦予他們的教授學生的職責。” 寡頭的家族盟約則被政府所力挺。“激進派人、革命派人和消極主義者全是一些境內的美國定居者和投機者、更單純更無知的老農民和一群每年從美國或英國來踐踏各自國家的法律的冒險之徒。”
達勒姆勳爵對“負責任的政府”呼聲的擁護無異於釜底抽薪，並逐漸使得民眾拒絕接受一個在他們眼中監管糟糕、土地和教育政策不公正、對於緊急運輸需要不能給予足夠重視的政府。終於，四十年代末在羅伯特·鮑德溫（Robert Baldwin）和路易士·勒方丹（Louis LaFontaine）領導下實現了負責任政府的體制。

## 殖民
自法國統治以來這片土地已經有人定居，尤其以底特律河與聖勞倫斯河畔為最。然而，當美國獨立戰爭完結之後，大量的北美保皇黨人淪為難民湧入加深了收購土地的迫切性。所以，早在上加拿大於1791年成為殖民地之前，政府已經和多個第一民族達成協議，根據《1763年公告》的原則下收購了大片土地。收購的這些土地皆由當時的魁北克省政府所測量，尤其集中於現安大略省東端沿聖勞倫斯河的西部鎮區地帶。
最初的地方行政开始于创建行政区，分别为西区（包括现在的布兰特福德）、东区、戈尔区（包括现在的咸美頓）以及霍姆区（包括现在的多伦多）。
反对蓄奴法令于1793年7月9日在上加拿大通过。
在预留出神职人员保留地后，有组织的殖民定居点开始扩展，但1804年建于伊利湖北岸的塔尔博特定居点是个例外．
1812年战争后，这些陆上定居点延圣劳伦斯河—安大略湖—伊利湖大量延伸.1828年，英国任命了上加拿大的第一任首席移民官--A·C·布坎南。其官职反映出了英国当时在移民政策上的集中性制度，尤其是大部分来到上加拿大的新移民都是来自英伦诸岛。
不列颠兵团中的老兵获赠了土地，他们中的一些人在严酷的冬天里留了下来。与战前时期不同，现在移民主要来自欧洲，特别是不列顛群島，而并不是来自美国，后者在战前是最大的移民来源地。移民受极低廉甚至免费的土地广告吸引，来此定居，甚至包括富豪。Passage could be obtained across the Atlantic on returning empty lumber ships for little fare.在1830年代，每年的总人口都以超过百分之10的速率增长。1820年代许多讲德语的门诺派移民从宾夕法尼亚来到上加拿大的格兰德河地区，许多同样操德语的阿米希移民也加入其中。这个地区有时被称为“小宾夕法尼亚”，但如今已不再使用。其后裔继续使用一种被称为賓夕法尼亞德語的德语方言。
据估计，有数千名逃跑的奴隶经地下铁道从美国进入了上加拿大。
《1840年聯合法案》使上加拿大不再作为一个政治实体存在，根据这项英国议会颁布的法令，上加拿大与下加拿大合并组成加拿大省。这主要是对上下加拿大分别与1837年和1837－1838年爆发的叛乱而做出的回应。1867年，加拿大邦聯将加拿大省按照以前的边界重新划分为了安大略省和魁北克省。
時至今天，「上加拿大」這名稱仍以某些形式存在，譬如上加拿大律師工會（Law Society of Upper Canada）、上加拿大學院（Upper Canada College）、在安省紐馬克的「Upper Canada Mall」、和「Upper Canada Brewing Company」等。
當上加拿大首府於1796年由紐瓦克鎮（現濱湖尼亞加拉）遷至現在的多倫多時，上加拿大議會大樓（Parliament Buildings of Upper Canada）就坐落在Parliament Street與Front Street交界。後來大樓在1812年戰爭中遭美軍燒毀，重建，卻因意外又被焚毀。大樓最後向西遷移到現址，原址則被捨棄。2001年時，舊議會大樓的遺跡在一次挖掘中被發現。這使保育家與史學家要求政府發展與詮釋這個歷史遺址。

## 人口
| 年份 | 人口估計 | 年份 | 人口估計 | 年份 | 人口估計 | 年份 | 人口估計 |
| ---- | -------- | ---- | -------- | ---- | -------- | ---- | -------- |
| 1806 | 70,718   | 1826 | 166,379  | 1831 | 236,702  | 1836 | 374,099  |
| 1811 | 76,000   | 1827 | 177,174  | 1832 | 263,554  | 1837 | 397,489  |
| 1814 | 95,000   | 1828 | 186,488  | 1833 | 295,863  | 1838 | 399,422  |
| 1824 | 150,066  | 1829 | 197,815  | 1834 | 321,145  | 1839 | 409,048  |
| 1825 | 157,923  | 1830 | 213,156  | 1835 | 347,359  | 1840 | 432,159  |

## 參閱
- 兩加拿大
- 下加拿大
- 西加拿大──1840年聯合法案生效後產生的行政區域
- 上加拿大起義

### 引用
1. ↑  .   [2007-10-08]. （原始内容存档于2007-08-24）.

## 外部連結
- Moving Here, Staying Here: The Canadian Immigrant Experience－加拿大國家檔案館 （英文）